# Johan Pompe van Meerdervoort

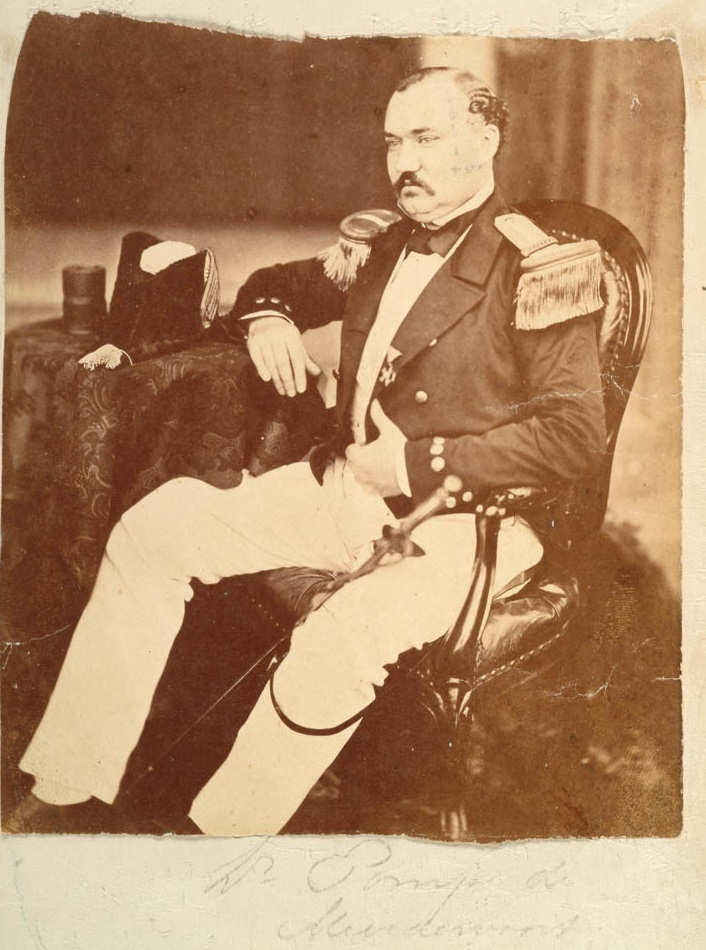
Johan Pompe van Meerdervoort

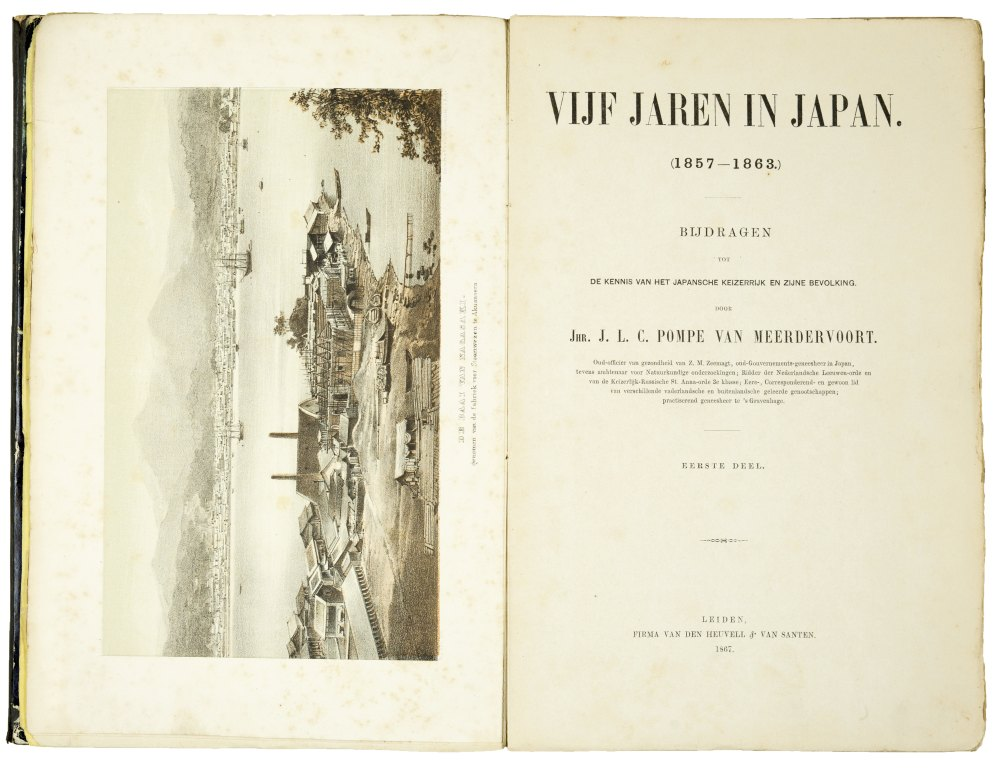
Titelblatt Vijf jaren in Japan

Johan Lidius Cathrinus Pompe van Meerdervoort (geboren 5. Mai 1829 in Brüssel, Belgien; gestorben 7. Oktober 1908 in Belgien) war ein niederländischer Mediziner, der lange Zeit in Nagasaki wirkte.

## Leben und Werk
Johan Pompe van Meerdervoort wurde 1857 von der japanischen Regierung eingeladen, Medizin an der Ausbildungsstätte für Schiffsärzte, am 2. Kaigun Denshūjo (第二次海軍伝習所), zu lehren. Mit Matsumoto Ryōjun (松本良順; 1832–1907), einem medizinischen Offizier des Shogunats an der Spitze, suchten Itō Hōsei (伊藤 方成), Satō Schōchū (佐藤 尚中; 1827–1882), Irisawa Kyōhei (入沢 恭平; 1831–1874) und andere Mediziner im  ganzen Land nach jungen hervorragenden Talenten für eine moderne medizinische Ausbildung.
Pompe, auf sich gestellt, vermittelte schließlich 133 Studenten das gesamte Spektrum der westlichen Medizin. Dazu gehörten Vorlesungen über menschliche Anatomie und klinische Medizin, die Vermittlung von Kenntnissen zur Choleraprävention, die Prävention von Geschlechtskrankheiten und Impfungen. Auf seine Anregung und Anweisung hin wurde 1861 Japans erstes Krankenhaus im modernen Stil in Nagasaki erbaut.
Pompe kehrte 1862 heim, wobei er zwei Studenten mitnahm, die ersten japanischen Medizinstudenten, die im Ausland studierten. Er eröffnete eine Praxis in Den Haag, wurde Mitglied des Roten Kreuzes, arbeitete an der japanischen Botschaft in Petersburg und unterstützte Japans Mitgliedschaft im Roten Kreuz.
Ausgewählte Kapitel aus Pompes Buch Vijf Jaren in Japan (1857 bis 1863) wurden von Elizabeth P. Whittermans und John C. Bowers ins Englische übersetzt und unter dem Titel Doctor on Desima herausgegeben.